# Nazir Mankijev
Nazir Mankijev, född den 27 januari 1985 i Surchachi i Tjetjeno-Ingusjiska ASSR i Sovjetunionen (nu i Ingusjetien i Ryssland), är en rysk brottare som tog OS-guld i bantamviktsbrottning i den grekisk-romerska klassen 2008 i Peking. 